# Johann Michael Bach
Johann Michael Bach, född 9 augusti 1648 och död 17 maj 1694 var en tysk tonsättare, bror till Johann Christoph Bach.
Bach är särskilt bekant genom en del mycket betydande koralförspel. Han var organist i Gehren, och hans dotter Maria Barbara blev Johann Sebastian Bachs första hustru.